# David Hackett Fischer
Pour les articles homonymes, voir Fischer.
David Hackett Fischer, né le 2 décembre 1935, est un historien et professeur d'histoire américain à l'université Brandeis.
Il a remporté le prix Pulitzer d'histoire en 2005 pour son livre Washington's Crossing (2004).
À ce jour (1er février 2024) le seul de ses ouvrages ayant été traduit en français - bien qu'il n'a été publié qu'au Canada - est Champlain's Dream (Le rêve de Champlain), un récit de la fondation de la colonie du Québec en soulignant combien elle porte la marque de son fondateur, Samuel Champlain.
Une série documentaire issue de son livre Le rêve de Champlain, une co-production de Fair-Play Productions, Slalom Productions et 90th Parallel Productions, sous la production exécutive du Groupe Média TFO, a été présentée en 2015 sur les ondes de TFO, de Télé-Québec et du Canal Savoir. David Hackett Fischer y figure à titre d'intervenant (il est le seul intervenant anglophone et donc le seul avec des sous-titres). Il est clairement dit au début du deuxième épisode que son livre est l'inspiration de la série.

## Travaux
- (en) Historians' Fallacies : Toward a Logic of Historical Thought (1970)  (ISBN 0-06-131545-1)
- (en) The Revolution of American Conservatism: The Federalist Party in the Era of Jeffersonian Democracy (1976)  (ISBN 0-226-25135-7)
- (en) Growing Old in America (1977)
- (en) Concord: The Social History of a New England Town 1750–1850 (1984)
- (en) Albion's Seed: Four British Folkways in America (1989)  (ISBN 0-19-503794-4)
- (en) Paul Revere's Ride (1994)  (ISBN 0-19-508847-6)
- (en) The Great Wave: Price Revolutions and the Rhythm of History (2000)  (ISBN 0-19-505377-X)
- (en) Washington's Crossing (Pivotal Moments in American History) (2004)  (ISBN 0-19-517034-2)
- (en) Liberty and Freedom: A Visual History of America's Founding Ideas (2005)  (ISBN 0-19-516253-6)
- (en) Champlain's Dream (2008)
  - (fr) Le Rêve de Champlain (2008)  (ISBN 978-2764620939)
- (en) Fairness and Freedom: A History of Two Open Societies: New Zealand and the United States (2012)  (ISBN 978-0199832705)